# نشان بده و تعریف کن

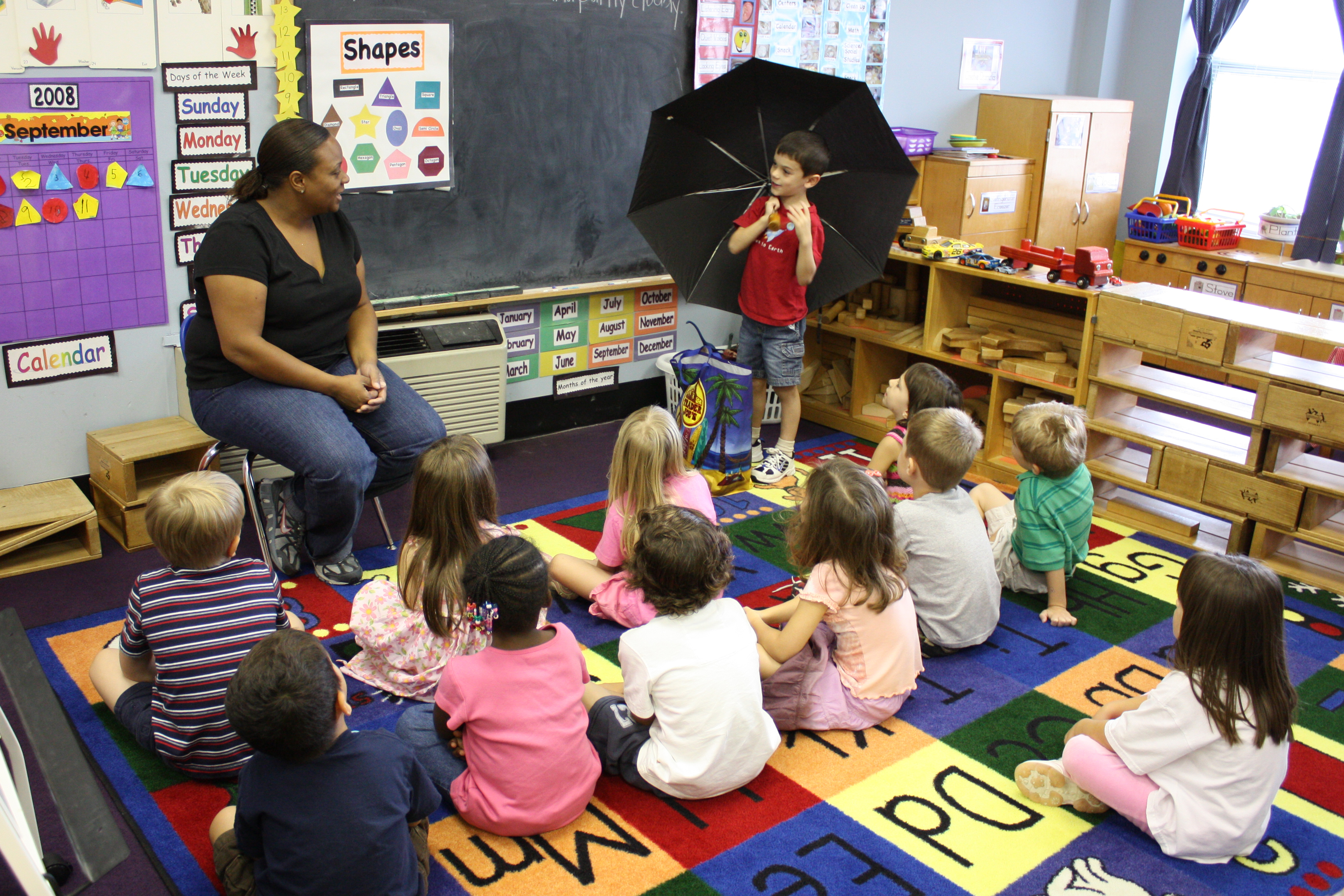
در این فعالیت «نشان بده و تعریف کن» یک کودک در حال توضیح در مورد یک چتر است که با خود به کلاس آورده‌است.

داستان اشیاء یا نشان بده و تعریف کن عمل نشان دادن چیزی به مخاطبان و توضیح دادن در مورد آنهاست. در بریتانیا, آمریکای شمالی، نیوزیلند و استرالیا یک فعالیت رایج کلاس درس در اوایل مدرسه ابتدایی است. از آن برای آموزش مهارت‌های صحبت کردن برای عموم به کودکان استفاده می‌شود. برای مثال یک کودک یک شیء را از خانه خود می‌آورد و به دانش آموزان توضیح می‌دهد که چرا آنها را انتخاب کرده، آن را از کجا آورده و دیگر اطلاعات مربوطه.